# Vodice (Prokuplje)
Pour les articles homonymes, voir Vodice.
Vodice (en serbe cyrillique : Водице) est un village de Serbie situé dans la municipalité de Prokuplje, district de Toplica. Au recensement de 2011, il comptait 167 habitants.

## Démographie
| 1948 | 1953 | 1961 | 1971 | 1981 | 1991 | 2002 | 2011 |
| ---- | ---- | ---- | ---- | ---- | ---- | ---- | ---- |
| 373  | 409  | 379  | 343  | 289  | 239  | 230  | 167  |

|  |